# كارلتون بلاس (أونتاريو)
كارلتون بلاس، أونتاريو (بالإنجليزية: Carleton Place)‏ هي مدينة كندية تقع في مقاطعة أونتاريو. تبلغ مساحة هذه المدينة 8.8342 (كم²)، ويبلغ عدد سكانها 9453 نسمة حسب إحصاء سنة 2006 م، بينما كان يسكنها 9083 نسمة في سنة 2001 م. تحتل هذه المدينة المرتبة رقم 405 بين مدن كندا حسب عدد السكان والمرتبة رقم 150 في المقاطعة. نما عدد السكان في هذه المدينة بنسبة (4.1) بين العامين المذكورين.

## أعلام
- روي براون
- توماس جاي كينيدي
- ويليام موفات
- دانيال موراي باين قالبرايث
- بيل فيليبس
- كلايتون كيني

## وصلات خارجية
- الأطلس الحكومي لكندا
- إحصاءات كندا مع ساعة تعداد السكان